# Merionoeda anulus
Merionoeda anulus là một loài bọ cánh cứng trong họ Cerambycidae.